# Internationaler Violinwettbewerb Henri Marteau

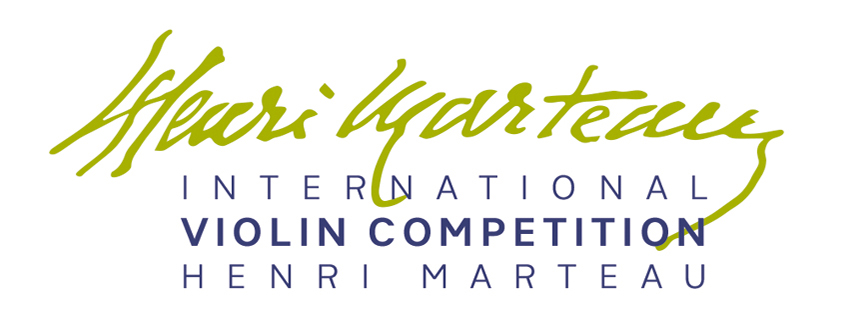
Logo des Wettbewerbs

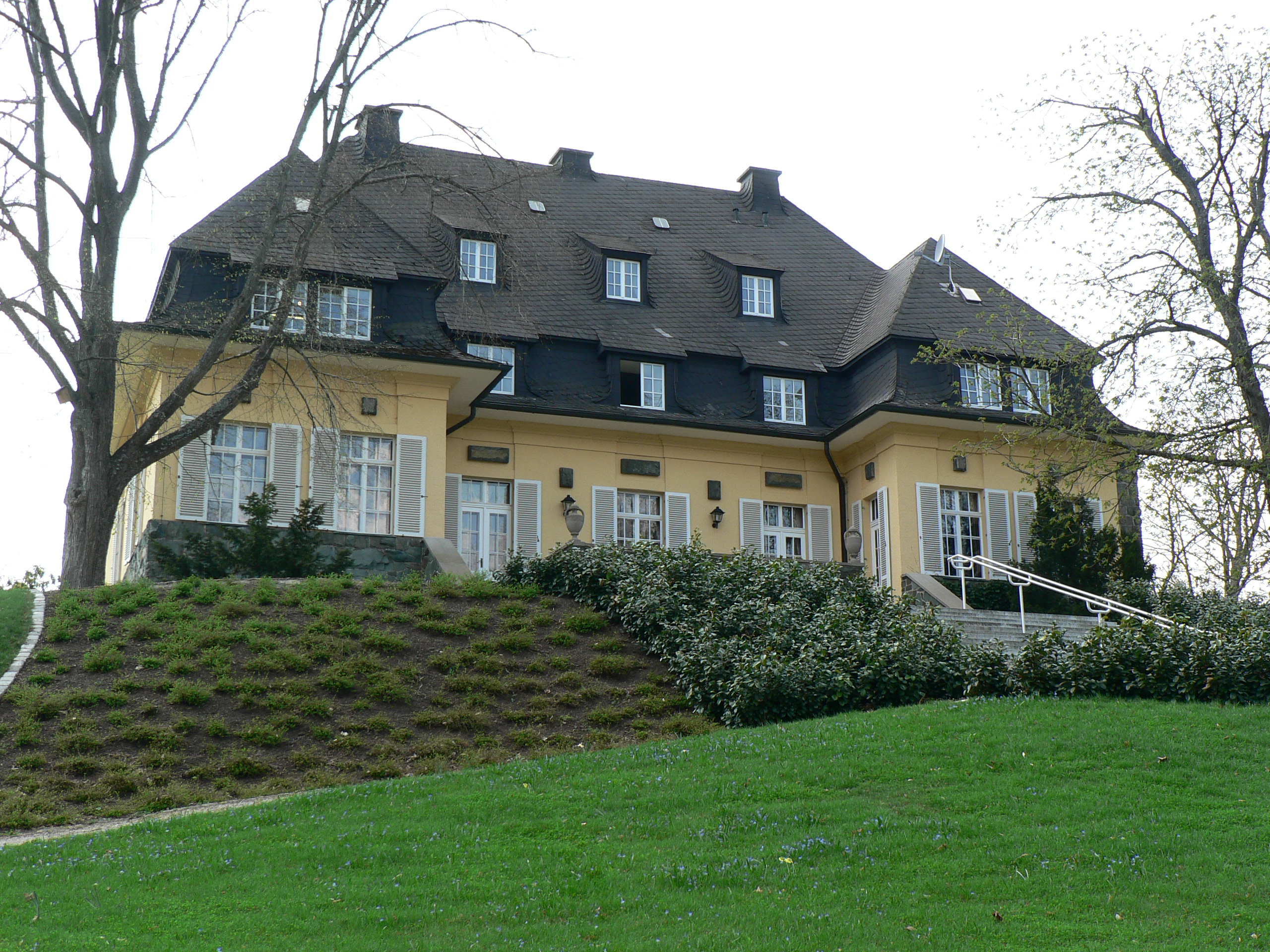
Internationale Musikbegegnungsstätte Haus Marteau in Lichtenberg

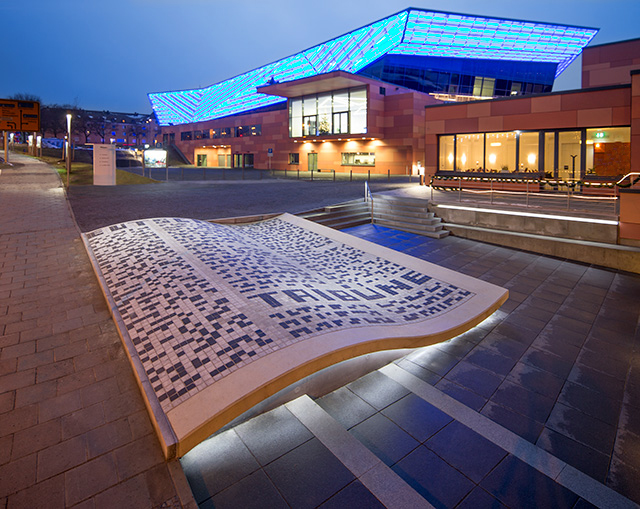
Freiheitshalle in Hof

Der Internationale Violinwettbewerb Henri Marteau wird alle drei Jahre in der Internationalen Musikbegegnungsstätte Haus Marteau in Lichtenberg im Hofer Land sowie in der Freiheitshalle in Hof ausgerichtet – allesamt in Oberfranken.

## Gründung, Trägerschaft und Kooperation
Der 125. Geburtstag des deutsch-französischen Geigers und Komponisten Henri Marteau 1999 inspirierte den Freundeskreis Haus Marteau e. V., den Violinwettbewerb zu planen und ihn 2002 und 2005 durchzuführen. 2007 übernahm der Bezirk Oberfranken unter der Leitung von Bezirkstagspräsident Günther Denzler die Trägerschaft für den Wettbewerb. Die künstlerische und organisatorische Gesamtleitung liegt seitdem beim Kultur- und Bildungsunternehmen Hofer Symphoniker. Seit 2012 ist der Wettbewerb Mitglied in der World Federation of International Music Competitions.

## Ziele und Förderprogramm
Der Wettbewerb hat das Ziel, junge Violinisten im Alter von bis zu 25 Jahren auf dem Weg zu einer Solistenkarriere zu fördern und den Namen von Henri Marteau bekannter zu machen, dem zu seinen Lebzeiten die gezielte Förderung seiner Schüler ein besonderes Anliegen war. Außerdem ermöglicht der Wettbewerb den Kontakt der jungen Musiker zu anerkannten Professoren und Solisten.
Ein Merkmal des Wettbewerbs ist auch das anschließende Förderprogramm, das Konzertengagements, Stipendien für Meisterkurse und Anschlussproduktionen mit dem Bayerischen Rundfunk umfasst. So werden die Nachwuchskünstler nach dem Wettbewerb einer breiteren Öffentlichkeit bekannt. Für die Gewinner des Wettbewerbs kann dies einen wichtigen Schritt zu einer Tätigkeit als solistisch konzertierende Künstler bedeuten.

## Auftragskompositionen
Seit 2011 vergibt der Wettbewerb Kompositionsaufträge für Pflichtstücke. So sind folgende Werke bisher entstanden:
- 2011: Fazıl Say – Cleopatra op. 34 für Violine solo[2]
- 2014: Steven Mackey – Repeated Notes für Violine solo[3]
- 2017: Søren Nils Eichberg – Improvisation über einen Gedanken aus dem Violinkonzert von Henri Marteau für Violine solo[4]
- 2023: Xiaogang Ye – Golden Hydrangea für Violine solo[5]

## Jury
Juryvorsitzender und künstlerischer Berater des Wettbewerbs ist der Dirigent Gilbert Varga, Sohn des ungarischen Violinisten Tibor Varga und 1980 bis 1985 Chefdirigent der Hofer Symphoniker. Jury-Mitglieder des Wettbewerbs 2023 waren neben Gilbert Varga: Michael Frischenschlager (Österreich), Erika Geldsetzer (Deutschland), Ilya Kaler (USA), Nam Yun Kim (1949–2023; Südkorea), Natalia Lomeiko (Russland/UK/Neuseeland), Silvia Marcovici (Rumänien/Frankreich), Kurt Saßmannshaus (Deutschland/USA), Alexandra Soumm (Frankreich), Ingolf Turban (Deutschland). In der Diskussion um faire Wettbewerbe wurde 2017 beschlossen, Studierende von Jurymitgliedern nicht zur Teilnahme zuzulassen.

## Ablauf
Eröffnet wird der Wettbewerb in der Internationalen Musikbegegnungsstätte Haus Marteau in Lichtenberg mit einem Eröffnungskonzert, bei dem Preisträger der letzten Wettbewerbe auftreten.
Der Wettbewerb besteht aus drei Runden, in denen die Teilnehmer vor der Jury anspruchsvolle Werke der Konzertliteratur für Violine vorspielen, solistisch, mit Klavierbegleitung und im Finale mit Orchesterbegleitung. Die erste Runde und das Semifinale des Wettbewerbs finden im Haus Marteau in Lichtenberg statt. Das Finale, bei dem ein großes Violinkonzert gefordert wird, erfolgt mit dem Orchester der Hofer Symphoniker in der Freiheitshalle Hof.
Der Wettbewerb schließt mit einem feierlichen Galakonzert der Preisträger zusammen mit den Hofer Symphonikern in der Freiheitshalle Hof.

## Preise
Die Preise und Auszeichnungen umfassen eine Gesamtsumme von 35.000 Euro, darunter sind 10.000 Euro für den 1. Platz, 7.500 Euro für den 2. Platz und 5.000 Euro für den 3. Platz. Hinzu kommen zahlreiche Sonderpreise (jeweils 1.000 Euro), Stipendien für Meisterkurse, die dreijährige Leihgabe einer Kopie der berühmten Maggini-Geige Marteaus sowie eine Rundfunkproduktion mit dem Bayerischen Rundfunk mit anschließender CD-Veröffentlichung.

## Bisherige Preisträger
Quellen:
| Jahr | 1. Preis                                                                         | 2. Preis                                                                 | 3. Preis                                                            | 4. Preis                                                                  |
| ---- | -------------------------------------------------------------------------------- | ------------------------------------------------------------------------ | ------------------------------------------------------------------- | ------------------------------------------------------------------------- |
| 2002 | Yuki Manuela Janke, Deutschland/Japan Kategorie A (geboren nach dem 31.12.1984)  | Jung Yoon Yang, Südkorea Kategorie A (geb. nach dem 31.12.1984)          | Adam Banda, Ungarn Kategorie A (geb. nach dem 31.12.1984)           |                                                                           |
| 2002 | Andreas Janke, Deutschland/Japan Kategorie B (geb. 1.1.1977 bis 31.12.1984)      | Yoon Shin Song, Südkorea Kategorie B (geb. 1.1.1977 bis 31.12.1984)      | Łucja Madziar, Polen Kategorie B (geb. 1.1.1977 bis 31.12.1984)     |                                                                           |
| 2005 | Danae Papamatthäou-Matschke, Griechenland Kategorie A (geb. nach dem 31.12.1987) | Paula Schumann, Lettland Kategorie A (geb. nach dem 31.12.1987)          | Sarah Christian, Deutschland Kategorie A (geb. nach dem 31.12.1987) | Nizan Bartana, Israel Kategorie A (geb. nach dem 31.12.1987)              |
| 2005 | Stefan Tarara, Deutschland Kategorie B (geb. 1.1.1980 bis 31.12.1987)            | Rebekka Hartmann, Deutschland Kategorie B (geb. 1.1.1980 bis 31.12.1987) | Sang-Mee Huh, Südkorea Kategorie B (geb. 1.1.1980 bis 31.12.1987)   | Zsolt-Tihamer Visontay, Ungarn Kategorie B (geb. 1.1.1980 bis 31.12.1987) |
| 2008 | Andrei Baranow, Russland                                                         | Alexandra Conunova, Moldawien                                            | Byol Kang, Deutschland                                              |                                                                           |
| 2011 | Tobias Feldmann, Deutschland                                                     | Edouard Mätzener, Schweiz                                                | Ji Young Lim, Südkorea                                              |                                                                           |
| 2014 | Fedor Rudin, Frankreich/Russland                                                 | Misako Akama, Japan                                                      | Minkyum Kim, Südkorea                                               |                                                                           |
| 2017 | Lorenz Chen, Deutschland                                                         | Yukino Nakamura, Japan                                                   | Stepan Starikov, Russland                                           |                                                                           |
| 2020 | Wettbewerb abgesagt (Corona-Pandemie)                                            |                                                                          |                                                                     |                                                                           |
| 2023 | Hawijch Elders, Niederlande                                                      | Xunyue Zhang, China                                                      | Julian Walder, Österreich                                           |                                                                           |

## Ehrenkomitee
Das Ehrenkomitee, bestehend aus Persönlichkeiten des kulturellen, politischen und wirtschaftlichen Lebens, begleitet den Wettbewerb ideell und steht beratend zur Seite. Hierzu gehören:
- Christoph Adt, Präsident der Hochschule für Musik Nürnberg, Künstlerischer Berater der Internationalen Musikbegegnungsstätte Haus Marteau
- Ulrike Brett-Einsiedel, 1. Vorsitzende des Freundeskreises Haus Marteau e. V.
- Thomas Goppel, Präsident des Bayerischen Musikrats
- Heidrun Piwernetz, Regierungspräsidentin von Oberfranken, Vorsitzende des Stiftungsrates der Oberfrankenstiftung
- Henry Schramm, Bezirkstagspräsident von Oberfranken
- Bernd Sibler, Mitglied des Landtags, Bayerischer Staatsminister für Wissenschaft und Kunst